# Formiate déshydrogénase (NADP+)
La formiate déshydrogénase NADP+-dépendante est une oxydoréductase qui catalyse la réaction :
HCOO− + NADP+  {\displaystyle \rightleftharpoons }  CO2 + NADPH.
Cette enzyme diffère de la formiate déshydrogénase par son cofacteur NADP+ à la place du NAD+ ou du cytochrome b1.
La formiate déshydrogénase NADP+-dépendante intervient dans la branche du méthyle de la voie de Wood-Ljungdahl. Il s'agit d'une sélénoprotéine, qui contient, outre le sélénium, également du fer et du tungstène,.